# Champlin (Ardennes)
Champlin je francouzská obec v departementu Ardensko v regionu Grand Est. V roce 2013 zde žilo 77 obyvatel. Obec se nachází nedaleko hranic s Belgií v regionálním přírodním parku Ardeny.
Pamětihodností obce je neorománský kostel Notre Dame de la Nativité. Ten byl postaven v letech 1866 až 1870 na místě původního kostela, který vyhořel. V březnu 1866 byl přijat plán na výstavbu nového kostela ve tvaru kříže, stavební práce začaly v květnu 1869 a kostel byl dokončen v listopadu 1870.

## Poloha
Sousední obce jsou Auvillers-les-Forges na severu a severovýchodě, Girondelle na severovýchodě a východě, Estrebay na východě a jihovýchodě, Aouste na jihu, Rumigny na jihozápadě a Antheny na západě a severozápadě.

## Vývoj počtu obyvatel
Počet obyvatel 